# 望京东站
望京东站是北京地铁15号线上的一座车站，于2016年12月31日投入使用。
车站位于北京市朝阳区东湖街道启阳路与河荫东路-望达路的十字路口。

## 位置
望京东站地处朝阳区东湖街道辖区范围内，车站主体位于启阳路与河荫东路-望达路的十字路口以西。
本站位于大望京商务区西北部。

## 建设情况
这座车站曾一度被取消，但2009年8月又恢复建设。本站所在线路于2010年12月30日通车，但该站由于自身只建设了一个出入口（D出口），其他出入口需等待与周边地块一同建设，而地铁地下站需要至少两个出入口才允许开通，因而望京东站未与15号线同期开通，直到2016年才開通。

## 结构

### 车站楼层
望京东站为地下单柱车站，岛式站台设计。主色调为中国红。
| 地面层          | 地面                                             | B－D出入口                       |
| 地下一层 站厅层 | 站厅                                             | 客务中心、自动售票机、进出站闸机 |
| 地下二层 站台层 |                                                  | █ 15号线往清华东路西口（望京）   |
| 地下二层 站台层 | 岛式站台，左側開门                               |                                  |
| 地下二层 站台层 | █ 15号线往俸伯（普通车往崔各庄，大站车往后沙峪） |                                  |

### 站厅

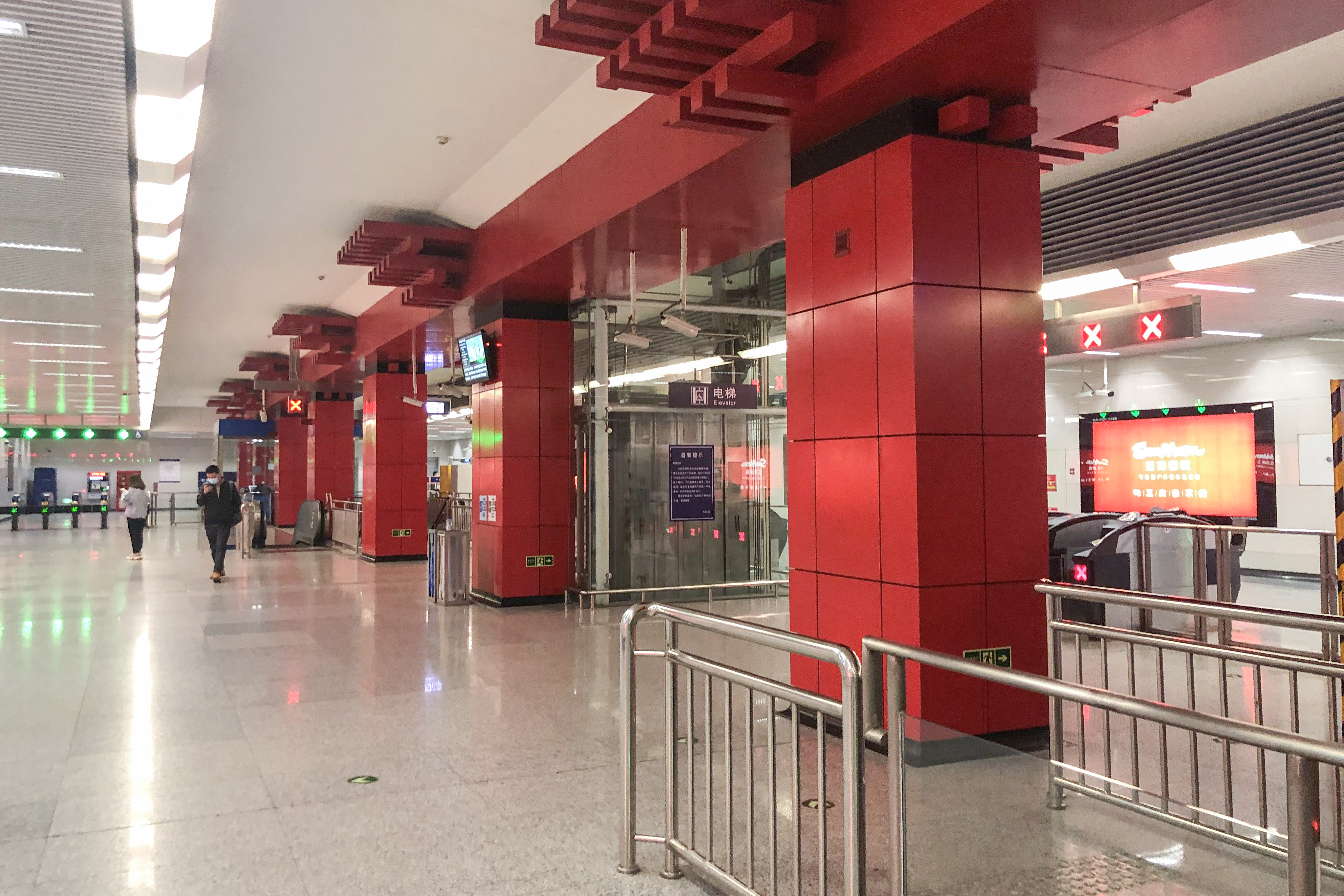
站厅（2021年4月摄）

望京东站站厅位于地下一层，中部设有通往站台的直梯。

### 站台

站台全景图（2017年6月摄）

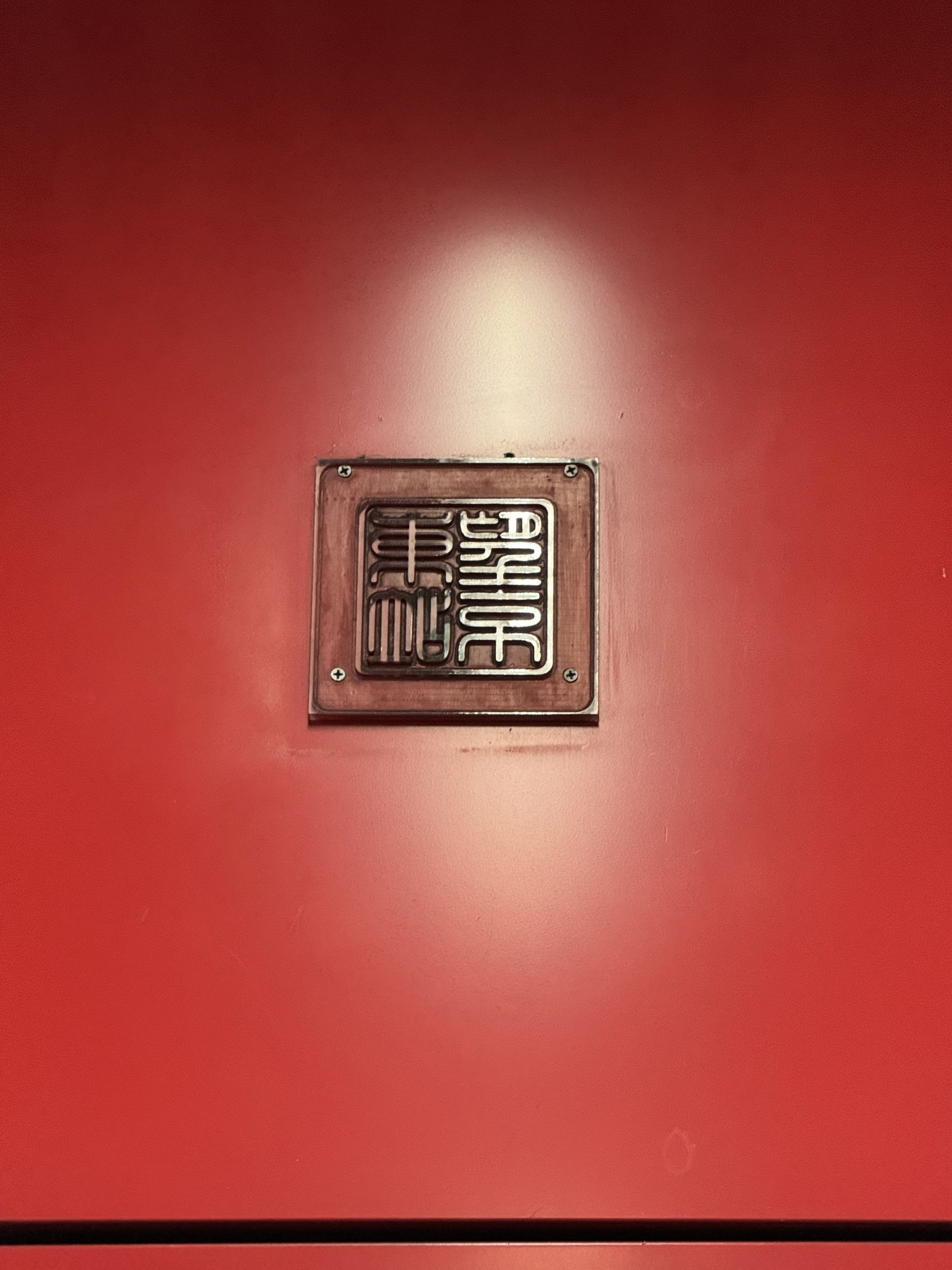
站台立柱上的站名篆刻装饰

望京东站设1个岛式站台，位于地下二层。

### 出入口
望京东站现有B、C、D三个出入口。
|                       |          |                |      |            |
| 编号                  | 指示     | 建议前往目的地 | 照片 | 无障碍设施 |
| 出口 · B · 升降机标志 | 启阳路   | 启阳路         |      |            |
| 出口 · C              | 启阳路   | 启阳路         |      | 不適用     |
| 出口 · D              | 河荫中路 | 河荫中路       |      | 不適用     |
| 註： 設有             |          |                |      |            |